# Cattedrale di Fabriano
La cattedrale di San Venanzio è la chiesa principale di Fabriano e cattedrale della diocesi di Fabriano-Matelica, situata nell'omonima piazza, nella parte alta della città.

## Storia
Incerte sono le origini della cattedrale fabrianese. Essa è menzionata per la prima volta nei documenti nel 1047, quando un nobile locale donava una casa alla chiesa di san Venanzio, che era in costruzione nel castello di Poggio (quae fabricatur in castro Podii). Importante è la data del 1253, anno in cui il vescovo Guglielmo trasferiva in san Venanzio il battistero, erigendo così il luogo a chiesa madre della città. Accanto alla chiesa sorsero varie istituzioni di pietà e di culto, tra cui le confraternite del Santissimo Sacramento, dei Disciplinati, del Suffragio, oltre che un ospedale. L'edificio subì significativi ampliamenti sotto la direzione del priore capitolare Gioioso Chiavelli nella seconda metà del XIV secolo: si devono a quest'epoca la costruzione dell'abside e della tribuna. Della fabbrica trecentesca, invece, la cattedrale conserva l'abside poligonale, il chiostro e la cappella di San Lorenzo affrescata da Allegretto Nuzi (1360 ca.). 
Agli inizi del XVII secolo, constatato l'avanzato degrado in cui versava la chiesa, causato nel secolo precedente anche dalle lotte cinquecentesche fra ecclesiastici e chiavelleschi, si decise, anche sulla spinta delle idee riformistiche, la ricostruzione totale della chiesa. Il progetto fu affidato all'architetto urbinate Muzio Oddi e venne approvato nel 1601. Pochi anni dopo, nel 1607 furono iniziati i lavori, conclusi nel 1617, come attesta l'epigrafe visibile sopra il portale maggiore. Subito dopo l'interno fu decorato con gli stucchi del ticinese Francesco Silva. Il nuovo edificio fu consacrato solo più tardi, nel 1663.
Con l'elevazione della città a diocesi, nel 1728, la chiesa fu elevata al rango di cattedrale. Ultimo intervento alla struttura fu l'abbattimento, per ragioni di stabilità, del campanile nel 1825, seguìto dalla costruzione dell'attuale su disegno di Ermogaste Bonfili.
Il 6 gennaio 1787, qui fu sepolto l'illustrissimo signor Marchese Onofrio del Grillo, più precisamente nel sepolcro che si trovava avanti la cappella del SS.mo Sacramento. Nel marzo del 1963 papa Giovanni XXIII la elevò alla dignità di basilica minore.

## Descrizione

### Esterno

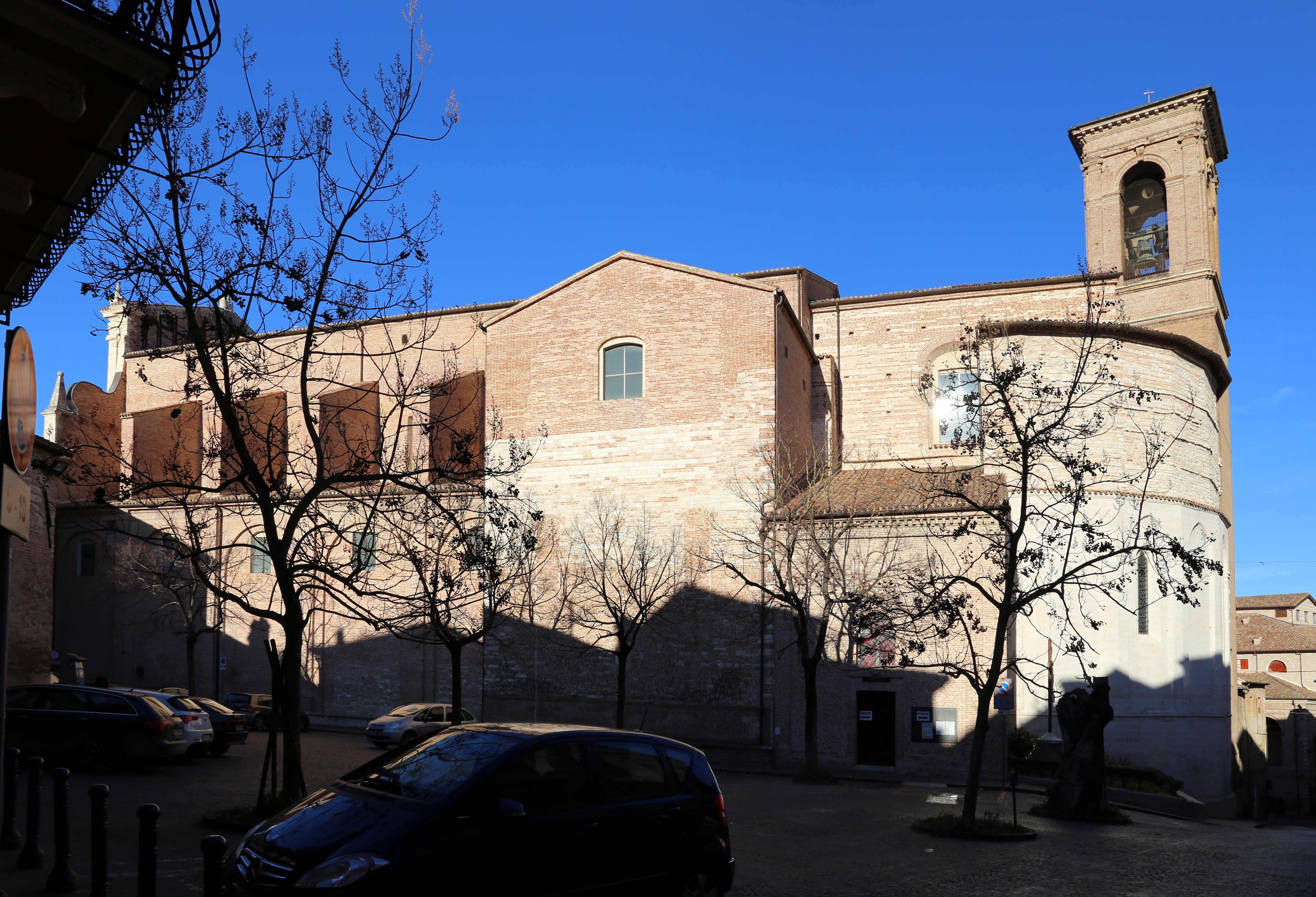
Esterno dell'abside e campanile

La facciata della chiesa, che ha una struttura a salienti, è in mattoncini; la parte centrale, molto più ampia e più alta delle due parti laterali, è suddivisa in due fasce sovrapposte da un cornicione marmoreo scolpito ed, in alto, termina con un frontone privo di decorazioni. Al centro della fascia superiore, un finestrone ad arco; in quella inferiore, invece, tre portali, dei quali quello centrale con timpano triangolare sorretto da due semicolonne. La facciata è decorata con lesene doriche nella fascia inferiore, ioniche in quella superiore.
L'abside della cattedrale, risalente alla seconda metà del XIV secolo, esternamente è in stile gotico. La parte inferiore, con parato murario in grandi blocchi di pietra bianca, presenta undici arcate cieche ogivali e, all'interno dell'arcata centrale, un'edicola gotica. La parte superiore, invece, è incompiuta. Al lato dell'abside si trova il campanile, costruito nel XIX secolo su progetto di Ermogaste Bonfili.

### Interno

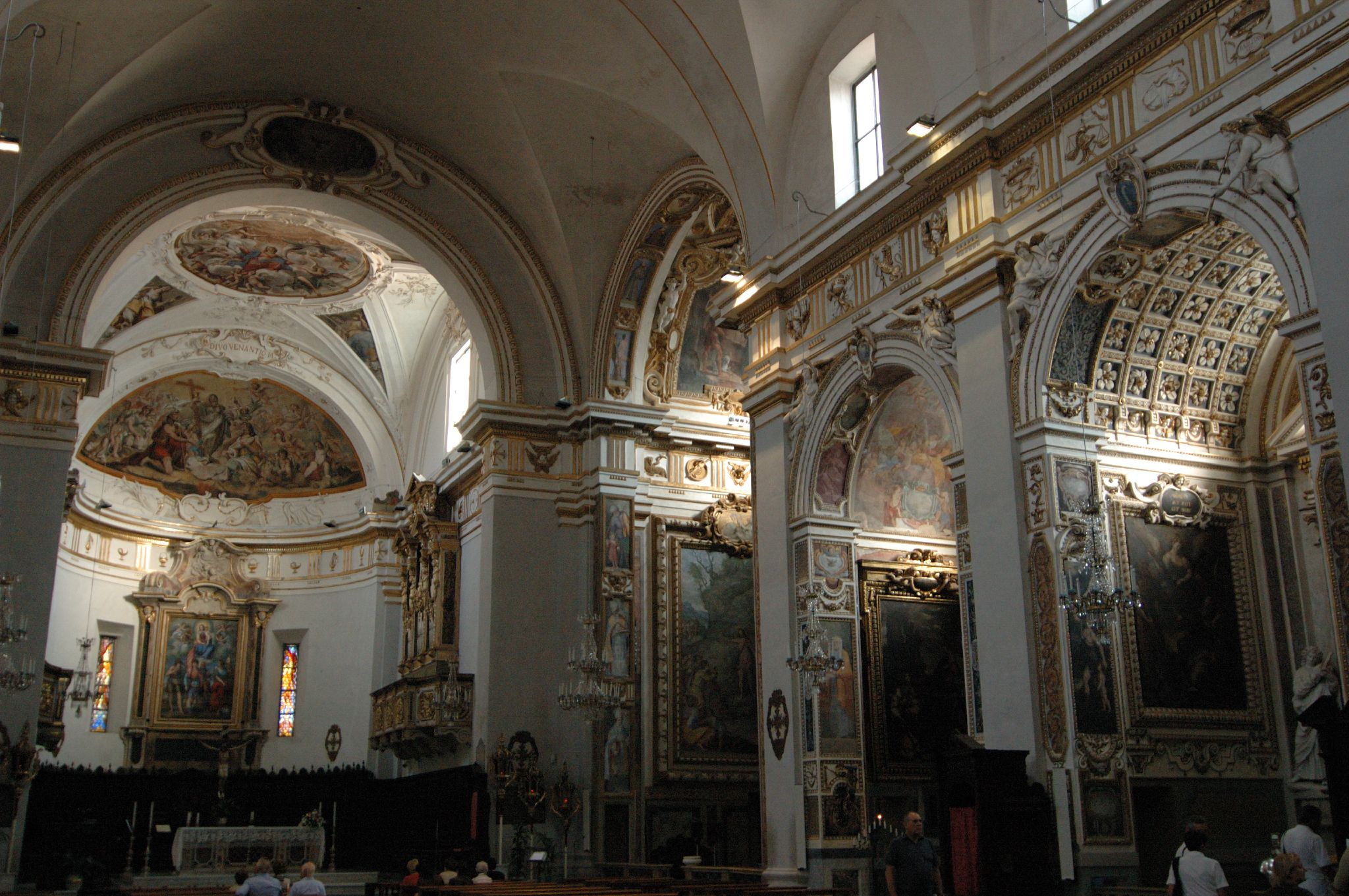
L'interno

L'interno della cattedrale è a croce latina con navata unica illuminata da grandi finestroni rettangolari e coperta con volta a vela. Nella navata si aprono dieci cappelle laterali a pianta rettangolare coperte con volta a botte cassettonata, cinque per ogni lato. Queste, realizzate nell'ambito della ricostruzione dell'inizio del XVII secolo, sono ricche di opere d'arte soprattutto del XVII secolo, hanno ognuna un proprio altare e sono delimitate da una balaustra marmorea. 
La prima cappella destra ospita all'altare una copia antica secentesca della Pietà vaticana di Michelangelo. Alle pareti laterali sono due tele di Salvator Rosa raffiguranti, a destra San Nicola da Tolentino in gloria, e a sinistra San Girolamo, realizzate tra 1635 e 1637. La seconda cappella, di forme moderne, recenti, era decorata in passato da tre tele di Giovan Francesco Guerrieri. La terza cappella conserva all'altare, in un ovato circondato da cherubini in stucco e con cornice intagliata e dorata, un'antica immagine di una Madonna col Bambino forse trecentesca, ma troppo ridipinta per essere giudicabile. Ai lati due tele anonime, di cui quella con San Girolamo riprende un affresco di Lazzaro Baldi. 
Nella quarta cappella destra è l'importante pala con San Filippo Neri in adorazione della Madonna col Bambino in gloria dipinta da Giovan Francesco Guerrieri nel 1629, affiancata da due tele laterali con un'Estasi di Santa Teresa, ed un'altra tela con Sant'Ignazio con un altro Santo. La cappella seguente è stata decorata da Giuseppe Puglia forse tra 1627 e 1628, con la pala della Vergine che intercede presso Gesù per le anime del Purgatorio e quelle laterali con la Consegna della Chiavi e con Cristo e le Pie Donne. Gli affreschi nella volta con Dio Padre in gloria tra schiere angeliche e negli intradossi con Santi e figure allegoriche a monocromo sono attribuiti a Giovan Battista Foschi e collocabili nel terzo decennio del Seicento sulla scia degli esempi pittorici del Boscoli, ma non insensibili a quelli del Gentileschi nella stessa cattedrale.
Nei due bracci del transetto sono state ricavate due cappelle, dedicate una a San Giovanni Battista (transetto di destra), l'altra al Santissimo Sacramento (transetto di sinistra), entrambe decorate con affreschi di Giuseppe Bastiani.
Il presbiterio si sviluppa all'interno della profonda abside, ed è sopraelevato di alcuni gradini rispetto al pavimento della navata. Al centro, si trova l'altare maggiore con paliotto costituito da decorazioni geometriche in marmi policromi. Alle sue spalle si trova un antico crocifisso. Lungo il perimetro dell'abside si trovano gli stalli lignei del coro e, sulla destra, la cattedra vescovile.
I lavori e le trasformazioni della zona absidale hanno in parte occultato gli affreschi trecenteschi di scuola fabrianese che decoravano tutto il presbiterio più antico, ma una parte di essi sono ancora visibili negli spazi rimanenti tra le due absidi.
La Cappella di San Lorenzo, alla quale si accede passando attraverso uno stallo aperto nel coro ligneo dell’abside – custodisce gli affreschi di Allegretto Nuzi dedicati alla Vita di San Lorenzo (secondo il racconto di Jacopo da Varagine), probabilmente databili al 1365. Oltre a questi episodi, Allegretto Nuzi dipinse per questa cappella un altro importante affresco, la Madonna con Bambino e San Venanzio.

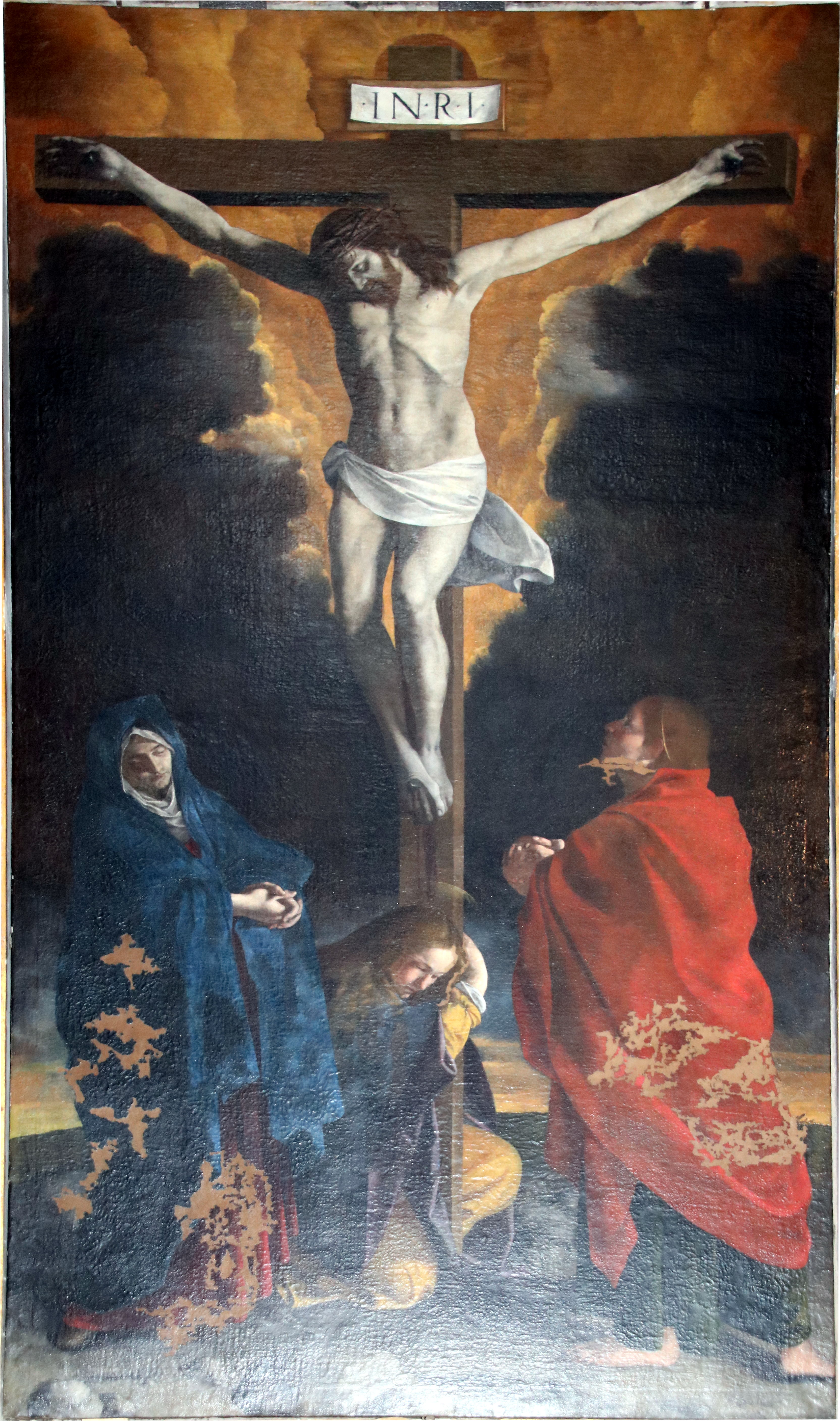
Orazio Gentileschi, Crocifissione

Dalla sacrestia della Cattedrale si accede, in modo più agevole, alla Cappella della Santa Croce, divisa in due stanze. La prima è ornata dagli affreschi di un pittore folignate, Giovanni di Corraduccio. Si tratta di una Crocefissione e di una Sant’Elena in Preghiera. Il secondo ambiente contiene opere del cosiddetto Maestro di San Verecondo, il Martirio di San Giovanni Evangelista ed un San Francesco, e inoltre, nell’ultimo interstizio della saletta, ancora Allegretto Nuzi con una Crocifissione. 
Nella navata sinistra la quinta cappella è decorata da stucchi nella volta, mentre all'altare è una pala di Claudio Ridolfi raffigurante la Madonna col Bambino, San Feliciano Vescovo e San Crispino. Ai lati dell'altare sono due statue in stucco che raffiguranti gli stessi santi presenti nella pala. Gli affreschi alle pareti laterali, del primo Seicento, con il Martirio di San Giorgio e il Martirio di San Pietro sono piuttosto ridipinti ed opera di ignoti. 
La quarta cappella, Vallemani o del Crocifisso ospita l'importante ciclo decorativo di Orazio Gentileschi realizzato tra 1613 e 1616. La tela con la Crocifissione con i Dolenti e la Maddalena è posta all'altare corredato di statue in stucco di due Profeti e di un Cristo risorto nella parte superiore. Gli affreschi raffigurano la Passione di Cristo: alla parete destra si vede l'Orazione nell'orto e a quella sinistra il Bacio di Giuda. Nella volta sono rappresentati Cristo coronato di spine, il Padre Eterno in gloria e Cristo flagellato. Il sottarco è ornato da quadretti con bassorilievi in stucco alternati con affreschi con figure di Santi

### Organo a canne
Nella cattedrale si trova l'organo a canne Mascioni opus 778. Lo strumento è stato costruito nel 1959 ed è alloggiato in due antiche casse lignee scolpite, situate sulle due cantorie ai lati del presbiterio; la consolle, invece, è posta a lato dell'altare maggiore. A trasmissione elettrica, ha due tastiere di 61 note ciascuna ed una pedaliera concavo-radiale di 32.